# Nat Pendleton
Nathaniel Greene "Nat" Pendleton (Davenport, Iowa, 9 d'agost de 1895 - San Diego, Califòrnia, 12 d'octubre de 1967) va ser un actor i lluitador estatunidenc, especialista en lluita lliure, que va competir a començaments del segle xx.

## Primers anys
Nascut a Davenport, Iowa, estudià a la Universitat de Colúmbia, on va començar a practicar la lluita lliure. El 1914 i 1915 es proclamà campió de l'Eastern Intercollegiate Wrestling Association. El 1920 va prendre part en els Jocs Olímpics d'Anvers, on va guanyar la medalla de plata en la competició del pes pesant del programa de lluita lliure en perdre la final contra Robert Roth.

## Actor
Pendleton va prendre part en més de 100 pel·lícules. Els seus primers papers són difícils d'acreditar. El 1932 té un paper a Horse Feathers, protagonitzada pels Germans Marx, com un dels dos futbolistes universitaris que van segrestar a Harpo i Chico. El seu paper d'Eugen Sandow com a home de circ forçut a The Great Ziegfeld (1936) li va portar les millors crítiques de la seva carrera. Els seus papers més habituals a les pel·lícules era d'homes durs, gàngsters o policies, i en general era un personatge que depenia de la seva musculatura.
El 1939 torna a actuar amb els Germans Marx a Una tarda al circ. Les seves darreres aparicions al cinema fou el 1947 amb Scared to Death de Bela Lugosi, i Buck Privates Come Home de Charles Barton.
Pendleton va morir a San Diego, Califòrnia el 1967 d'un atac de cor.

## Filmografia
- Hoosier Schoolmaster (1924)
- Monsieur Beaucaire (1924)
- Let's Get Married (1926)
- The Laughing Lady (1929)
- The Big Pond (1930)
- La grande mare (1930)
- The Last of the Duanes (1930)
- The Sea Wolf (1930)
- Crazy House (1930)
- Seas Beneath (1931)
- Fair Warning (1931)
- The Secret Witness (1931)
- The Star Witness (1931)
- The Spirit of Notre Dame (1931)
- The Ruling Voice (1931)
- Mr. Lemon of Orange (1931)
- Blonde Crazy (1931)
- The Star Witness (1931)
- Manhattan Parade (1931)
- The Pottsville Palooka (1931)
- Taxi! (1932)
- The Beast of the City (1932)
- A Fool's Advice (1932)
- Hell Fire Austin (1932)
- The Big Timer (1932)
- Play-Girl (1932)
- Girl Crazy (1932)
- State's Attorney (1932)
- Attorney for the Defense (1932)
- The Tenderfoot (1932)
- By Whose Hand? (1932)
- Horse Feathers (1932)
- Exposure (1932)
- The Night Club Lady (1932)
- Deception (1932)
- The Sign of the Cross (1932)
- Flesh (1932)
- Whistling in the Dark (1933)
- Parachute Jumper (1933)
- Goldie Gets Along (1933)
- Child of Manhattan (1933)
- The White Sister (1933)
- The Nuisance (1933)
- Baby Face (1933)
- Lady for a Day (1933)
- Penthouse (1933)
- I'm No Angel (1933)
- The Chief (1933)
- College Coach (1933)
- Lazy River (1934)
- Fugitive Lovers (1934)
- Sing and Like It (1934)
- Manhattan Melodrama (1934) com a Spud
- The Thin Man (1934)
- The Defense Rests (1934)
- The Cat's-Paw (1934)
- The Girl from Missouri (1934)
- Straight Is the Way (1934)
- Death on the Diamond (1934)
- The Gay Bride (1934)
- Times Square Lady (1935)
- Baby Face Harrington (1935)
- Reckless (1935)
- Murder in the Fleet (1935)
- Calm Yourself (1935)
- Here Comes the Band (1935)
- It's in the Air (1935)
- The Garden Murder Case (1935)
- The Great Ziegfeld (1935)
- Trapped by Television (1936)
- Sworn Enemy (1936)
- The Luckiest Girl in the World (1936)
- Two in a Crowd (1936)
- Sing Me a Love Song (1936)
- Under Cover of Night (1937)
- Song of the City (1937)
- Gangway (1937)
- Life Begins in College (1937)
- Swing Your Lady (1938) com a Joe Skopapolous
- Arsène Lupin Returns (1938)
- Fast Company (1938)
- The Shopworn Angel (1938)
- The Chaser (1938)
- The Crowd Roars (1938)
- Young Dr. Kildare (1938)
- Burn 'Em Up O'Connor (1939)
- Calling Dr. Kildare (1939)
- It's a Wonderful World (1939)
- 6,000 Enemies (1939)
- On Borrowed Time (1939)
- At the Circus (1939) as Goliath the Strongman
- Another Thin Man (1939)
- The Secret of Dr. Kildare (1939)
- El pas del nord-oest (1940)
- The Ghost Comes Home (1940)
- Dr. Kildare's Strange Case (1940)
- Phantom Raiders (1940)
- New Moon (1940)
- The Golden Fleecing (1940)
- Dr. Kildare Goes Home (1940)
- Dr. Kildare's Crisis (1940)
- Flight Command (1940)
- Buck Privates (1941)
- Top Sergeant Mulligan (1941)
- Jail House Blues (1942)
- The Mad Doctor of Market Street (1942)
- Calling Dr. Gillespie (1942)
- Dr. Gillespie's New Assistant (1942)
- Dr. Gillespie's Criminal Case (1943)
- Swing Fever (1943)
- Death Valley (1946)
- Scared to Death (1947)
- Buck Privates Come Home (1947)
- Schlitz Playhouse (1951-1959 TV series) a l'episodi de 1956 "The Big Payoff" com a Otto "Bitsy" Lamb